# L'uomo che non poteva essere impiccato
 L'uomo che non poteva essere impiccato  (The Man They Could Not Hang) è un film del 1939 diretto da Nick Grinde.
È un film horror a sfondo fantascientifico statunitense con Boris Karloff, Lorna Gray e Robert Wilcox.

## Trama
Il dottor Henryk Savaard è ossessionato dall'idea di riportare i morti in vita ed è convinto di aver trovato un metodo per arrestare il decesso tramite il blocco del metabolismo. Un giovane studente di medicina si offre come volontario per essere sottoposto ai suoi esperimenti, ma prima che lo possa riportare in vita, Savaard viene arrestato, condannato e incarcerato. Al processo, giura vendetta nei confronti del giudice e della giuria prima della sua impiccagione. Il suo assistente Lang rinviene il suo corpo e lo rianima, utilizzando la sua stessa tecnica. Savaard mette così in pratica i suoi propositi di vendetta inanellando una serie di omicidi. Sulle sue tracce si mette il reporter "Scoop" Foley.

## Produzione
Il film, diretto da Nick Grinde su una sceneggiatura di Karl Brown e un soggetto di George Wallace Sayre e Leslie T. White, fu prodotto da Wallace MacDonald per la Columbia Pictures Corporation e girato dal 27 giugno al 12 luglio 1939.

## Distribuzione
Il film fu distribuito con il titolo The Man They Could Not Hang negli Stati Uniti dal 17 agosto 1939 al cinema dalla Columbia Pictures.
Altre distribuzioni:
- in Portogallo il 7 dicembre 1939 (O Homem que Venceu a Morte)
- in Danimarca l'11 febbraio 1940 (Manden, de ikke kunde hænge)
- negli Stati Uniti nel novembre del 1947 (redistribuzione)
- in Italia ( L'uomo che non poteva essere impiccato)
- in Belgio (Celui qui a tué la mort)
- in Brasile (O Homem Imortal)

## Critica
Secondo Rudy Salvagnini (Dizionario dei film horror) il film anticipa il "tema dei trapianti di organi"... "che allora era fantascienza" ed è "un classico film di Karloff dell'epoca". Leonard Maltin ritiene la produzione fondamentalmente buona e asserisce che il film è il "primo di una serie di quattro film costruiti intorno a Karloff con fondamentalmente la stessa trama".

## Promozione
Tra le tagline:
- " TRANSFORMED BY THE HANGMAN'S NOOSE...from a doctor serving humanity into a demon filled with hate...and terrorizing blood-lust! ".
- " King of Horror...in his biggest role! ".
- " To the law...he was a murderer!...to society, a samaritan! ".
- " Boris Karloff dares you to see this holocaust of horror! ".